# Bahia-Rosenholz
Das Bahia-Rosenholz ist das Holz von Dalbergia decipularis, einer Pflanzenart aus der Gattung der Dalbergien (Dalbergia) innerhalb der Familie der Hülsenfrüchtler (Fabaceae). Sie kommt nur in Brasilien vor und liefert ein rötliches Holz, das aufgrund der besonderen Farbe und Qualität als sehr wertvoll gilt. Der Name „Rosenholz“ leitet sich vom rosenähnlichen Duft des frisch aufgeschnittenen Holzes sowie wohl auch von seiner schnell verblassenden intensiv rötlichen Farbe ab. Nach dem brasilianischen Exporthafen Bahia, von dem aus es im 18. und 19. Jahrhundert hauptsächlich verschifft wurde, wird es auch Bahia-Rosenholz genannt. Seit Januar 2017 unterliegt es dem Washingtoner Artenschutzabkommen.
Das Bahia-Rosenholz wird auch von (Dalbergia frutescens) geliefert.

## Beschreibung
Dalbergia decipularis wächst als Baum und erreicht Wuchshöhen von bis zu 10–12 Metern sowie Stammdurchmesser von bis etwa 0,4–0,5 Metern. Die Borke ist gräulich-braun und leicht furchig.
Die kurz gestielten, kurzen Laubblätter sind wechselnd gefiedert mit 5–9 leicht ledrigen, fast kahle Blättchen. Die abgerundeten oder rundspitzigen, teils eingebuchteten und ganzrandigen, fast sitzenden, eiförmigen bis elliptischen Blättchen sind etwa 2,5–5,5 Zentimeter lang und bis 2,5 Zentimeter breit.
Es werden achselständige, kurze und zymöse, bräunlich behaarte Blütenstände gebildet. Die Schmetterlingsblüten sind weißlich.
Es werden flache, geflügelte, einsamige, mit Flügel bis 5 Zentimeter lange und elliptische Früchte, mit einem mittigen, elliptischen bis rundlichen Samen gebildet.

## Verbreitung
Die Dalbergia decipularis ist ausschließlich in Brasilien heimisch.

## Taxonomie
Dalbergia decipularis wurde 1968 von Carlos Toledo Rizzini (1921-) und Armando de Mattos Filho (1946-) in Anais da Academia Brasileira de Ciencias Band 40 Seite 232 erstbeschrieben.

## Verwendung

Rosenholz

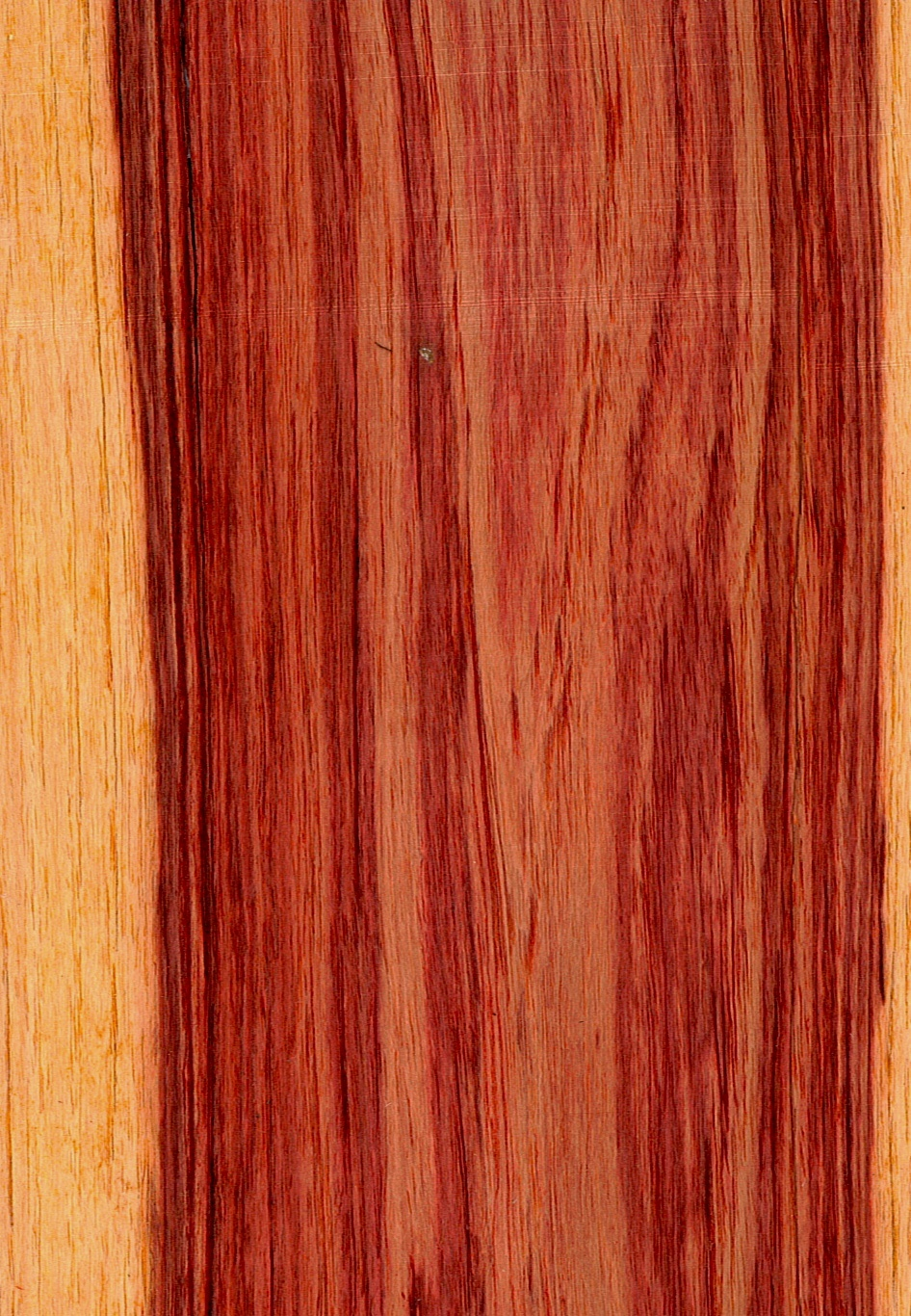
Maserung

Die Holzfarbe ist ein gelbliches Rosa mit unregelmäßigen rötlichen Streifen, das Splintholz (die relativ junge, äußere Schicht unter der Rinde) gelblich. Das Holz ist sehr hart, dicht und spröde, es lässt sich gut bearbeiten und polieren. Die Resistenz gegenüber Pilzen und Insekten ist groß.
Wegen seiner sehr geringen Lichtechtheit wird Rosenholz nur in lichtgeschützten Anwendungen zumeist im Inneren von Möbeln verarbeitet, denn unter Einfluss von Sonnenlicht verwandelt sich das Rot sehr schnell in ein strohiges und strukturloses Gelb.
Rosenholz galt schon im Möbelbau des 18. Jahrhunderts als besonders wertvolles und teures „Pfundholz“, das wegen seiner Seltenheit nach Gewicht gehandelt wurde, und nicht – wie sonst allgemein üblich – nach Rauminhalt. Sein vergleichsweise hoher Preis erlaubt selten den Einsatz als Vollholz; es wird für Profile, furnierte Flächen und Intarsien verwendet. Das Holz wird im Möbelbau, für luxuriöse Kleinobjekte wie Humidore und für die Herstellung von Musikinstrumenten genutzt. Im Gitarrenbau werden zuweilen Zargen und Boden statt aus Ahorn oder Palisander aus Rosenholz gefertigt; Barockblockflöten bestehen manchmal aus Rosenholz.

## Verwechslungen
Seit Einführung dieses Holzes in den europäischen Markt im 16. Jahrhundert wurde das englische Wort Rosewood fälschlich immer wieder als Rosenholz ins Deutsche übersetzt. Im englischen Sprachgebrauch wird der Begriff Rosewood als Oberbegriff für fast alle im Deutschen als Palisander bezeichneten Hölzer der Gattung Dalbergia verwendet. Um begriffliche Klarheit zu schaffen, werden die Arten fast immer mit einer geografischen Herkunftsbezeichnung präzisiert:
Abweichend von dieser Logik wird Bahia-Rosenholz (Dalbergia decipularis) und (Dalbergia frutescens) im Englischen auch als Brazilian Tulipwood oder als Pinkwood bezeichnet, was die Abgrenzung zum Holz American Tulipwood des nordamerikanischen Tulpenbaums (Liriodendron tulipifera), englisch Tulip tree, erschwert. Auch als Australian Tulipwood wird das Holz von Harpullia pendula und Harpullia arborea bezeichnet.
Die Handelsnamen Brazilian Tulipwood und Pinkwood bezeichnen im Holzhandel allgemein Palisanderarten. Das französische Bois de rose kann sich auch auf die Baumart Aniba rosaeodora (Lorbeergewächse) und andere Dalbergien-Arten beziehen. Zur Abgrenzung wird Bois de rose für Dalbergia-Arten und Bois de rose femelle für Aniba rosaeodora u. a. verwendet.

## Schutzstatus
Seit Januar 2017 unterliegt Dalbergia decipularis gemeinsam mit den übrigen Arten der Gattung Dalbergia dem Washingtoner Artenschutzabkommen und wird zusammen mit allen anderen Dalbergien im Anhang II aufgeführt; einzige Ausnahme ist bisher der Rio-Palisander (Dalbergia nigra), der aufgrund größerer Bedrohung durch Aufnahme in Anhang I stärker geschützt wird.

## Technische Daten
- Raumgewicht: 0,95 g/cm³
- Zugfestigkeit: 93–183 N/mm²
- Druckfestigkeit: 77 N/mm²
- Biegefestigkeit: 140–217 N/mm²
- Härte nach Brinell bei 12 % Feuchtigkeit: H BII = 110 N/mm², H BI = 58N/mm²